# Константин Гамсахурдия (къща музей)
Къщата музей Константин Гамсахурдия (на грузински: კონსტანტინე გამსახურდიას სახლ-მუზეუმი) е културно-историческа институция в село Дзвели Абаша, Грузия, литературен музей представящ живота и творчеството на грузенски преводач, поет и писател Константин Гамсахурдия (1893 – 1975).
В музея на площ от 42,3 м2 се съхраняват писмени предмети, изложени са фотокопия на ръкописите на писателя, снимки, изобразяващи живота и творчеството му, негови произведения, публикувани на различни езици по различно време (грузински, немски, украински, руски и английски език), картини и гоблени. В двора на къщата музей са разположени спомагателни сгради. От 2007 г. къщата музей е под егидата на нестопанската организация Общински културен център Абаша.
Всяка година на 15 май се провежда официалният празник „Константин“.